# Tomosvaryella turgida
Tomosvaryella turgida är en tvåvingeart som beskrevs av Hardy 1940. Tomosvaryella turgida ingår i släktet Tomosvaryella och familjen ögonflugor. Inga underarter finns listade i Catalogue of Life.